# Eisui
Eisui, ou Ichirakutei Eisui de son nom complet, est un artiste ukiyo-e actif entre les années 1790 et 1823.
C'est un des élèves les plus talentueux de Eishi, avec Eisho et Eiri, sur la trentaine d'élèves ou presque que forma Eishi.
Comme Eisho, avec lequel il est assez facile de le confondre, Eisui réalisa de nombreux portraits de type okubi-e, c'est-à-dire des portraits en gros plan, où la chevelure noire des femmes forme une masse sombre d'un fort impact graphique. En ce sens, on peut le considérer comme un des héritiers d'Utamaro.

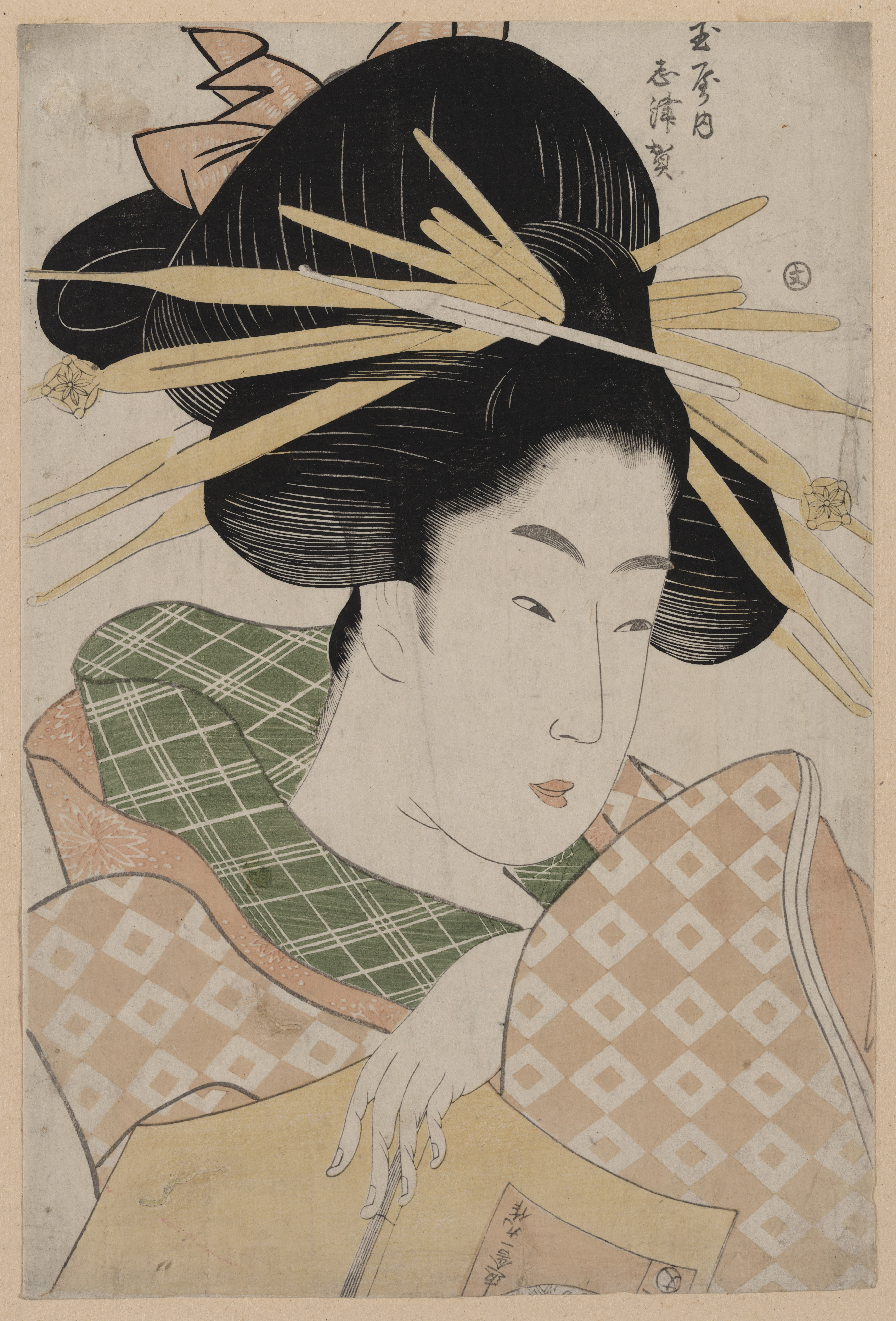
Tamaya uchi shizuka (1797, Bibliothèque du Congrès).
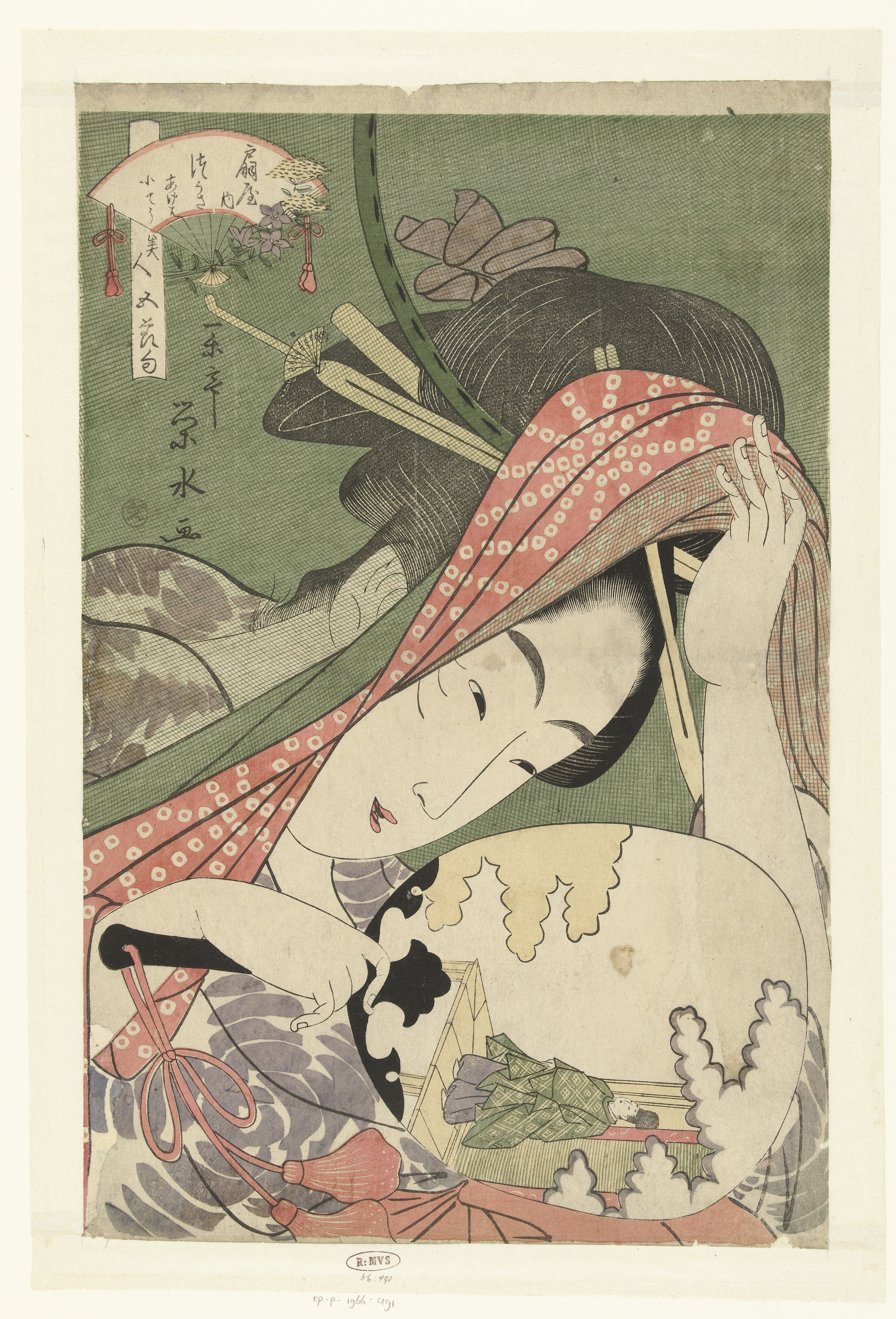
La courtisane Tsukasa du bordel Ogiya (entre 1795 et 1800, Rijksmuseum Amsterdam).
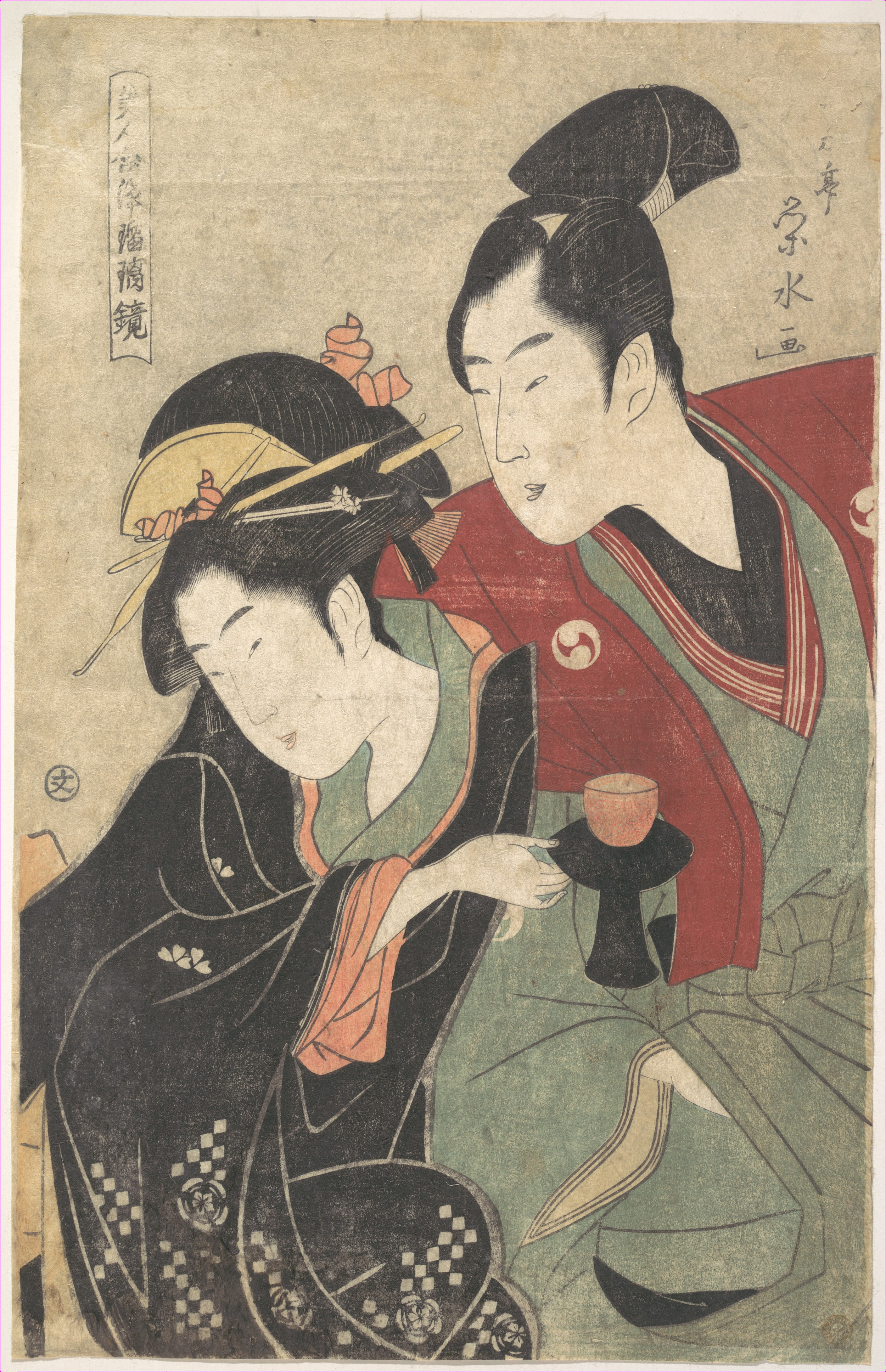
Scène de la pièce Chushingura (vers 1797, Metropolitan Museum of Art).
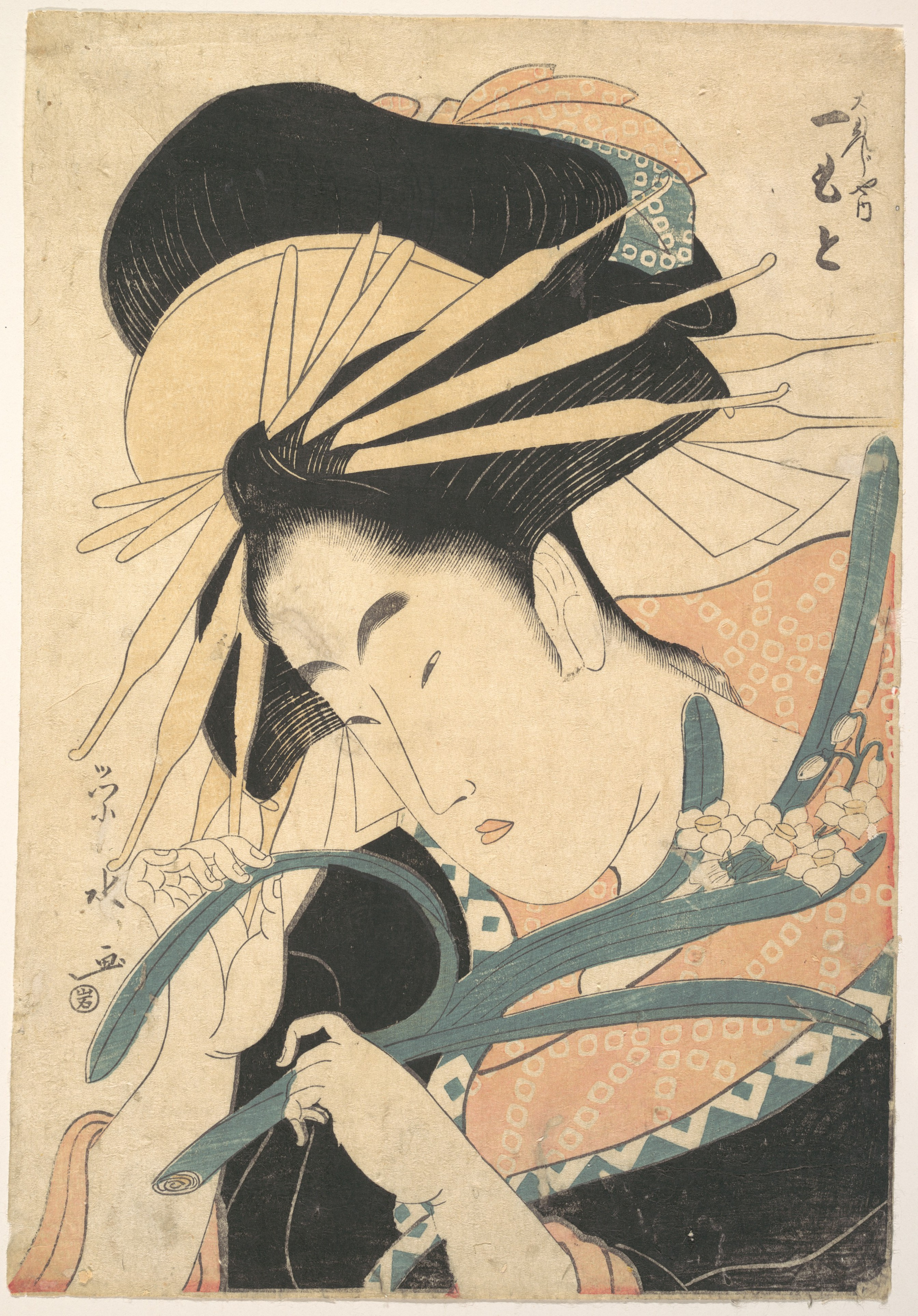
Une beauté (n. d., Metropolitan Museum of Art).